# Orthophana spinata
Orthophana spinata är en insektsart som beskrevs av Melichar 1923. Orthophana spinata ingår i släktet Orthophana och familjen sköldstritar. Inga underarter finns listade i Catalogue of Life.